# Viitasaari (ö i Södra Savolax, S:t Michel, lat 61,53, long 28,45)
Viitasaari är en ö i Finland. Den ligger i sjön Pihlajavesi och i kommunen Puumala i den ekonomiska regionen  S:t Michel och landskapet Södra Savolax, i den södra delen av landet, 240 km nordost om huvudstaden Helsingfors. Öns area är 2,23 kvadratkilometer och dess största längd är 2,4 kilometer i öst-västlig riktning.